# 四川省人民检察院
四川省人民检察院是四川省的检察机关，成立于1952年8月。

## 历史
四川省人民检察院成立于1952年8月，时称四川省人民检察署。1954年9月，更名为四川省人民检察院。1955年10月，西康省撤销，其所属检察院划归四川省人民检察院领导。1978年7月1日，四川省人民检察院恢复重建。

## 机构设置

### 内设机构
四川省人民检察院设有22个内设机构：办公室、政治部、第一检察部、第二检察部、第三检察部、第四检察部、第五检察部、第六检察部、第七检察部、第八检察部、第九检察部、第十检察部、法律政策研究室、案件管理办公室、计划财务装备部、检务督察部、检察技术部、警务部、案件信息网络安全办公室、代表委员联络部、离退休人员工作处、直属机关党委。

### 事业单位
四川省人民检察院现有2个直属事业单位：机关服务中心、国家检察官学院四川分院。